# 仙台市立将監小学校
仙台市立将監小学校（せんだいしりつ しょうげんしょうがっこう）は、宮城県仙台市将監三丁目にある公立小学校。

## 沿革
- 1971年4月 - 宮城郡泉町立将監小学校として、七北田小学校より分離開校
- 1971年11月 - 宮城郡泉町が市制施行したことにより、泉市立将監小学校へ改称
- 1975年4月 - 泉市立将監西小学校を分離
- 1979年4月 - 泉市立将監中央小学校、泉市立泉ヶ丘小学校を分離
- 1988年3月 - 泉市が仙台市と合併したことにより、仙台市立将監小学校へ改称
- 2011年3月 - 東北地方太平洋沖地震（東日本大震災）により、教室の壁が崩れるなど校舎が損壊[1]
- 2011年4月 - 震災の影響により、仙台市立将監中央小学校内に仮開校[1][2]
- 2011年11月 - 仙台市立将監小学校内に設置した仮設校舎に移転[3]

## 通学区域
出典
- 泉中央2丁目（2番の一部、3～7番）
- 泉中央3丁目（20番の一部、21番、22番）
- 将監1丁目
- 将監2丁目
- 将監3丁目
- 将監4丁目
- 将監5丁目（1番の一部）
- 将監6丁目（1～3番）
- 将監7丁目（1～10番）
- 将監8丁目（1～8番）
- 将監殿1丁目（1～10番、12～18番、24～35番）
- 将監殿3丁目（1番、22番、24～26番、29番）
- 山の寺2丁目（1～4番）
- 大字七北田（字大沢柏(48～66番、68～76番、80～107番、111～116番、120番、121番、123番)、字大沢境、字大沢日焼(83番、84番）、字郷北沢、字笹(2番、12番の一部、17番、78番の一部、79番)、字白水沢(60番の一部、96～102番)、字新田、字丹波沢、字新道、字野山、字山ノ寺）

## 進学先中学校
出典
- 仙台市立将監東中学校

## 交通アクセス
- 宮城交通バス「将監団地線」で、「将監小学校前」停留所下車。
- 仙台市地下鉄南北線泉中央駅から、上述の宮交バスに乗車し、「将監小学校前」停留所下車。